# 国道145号

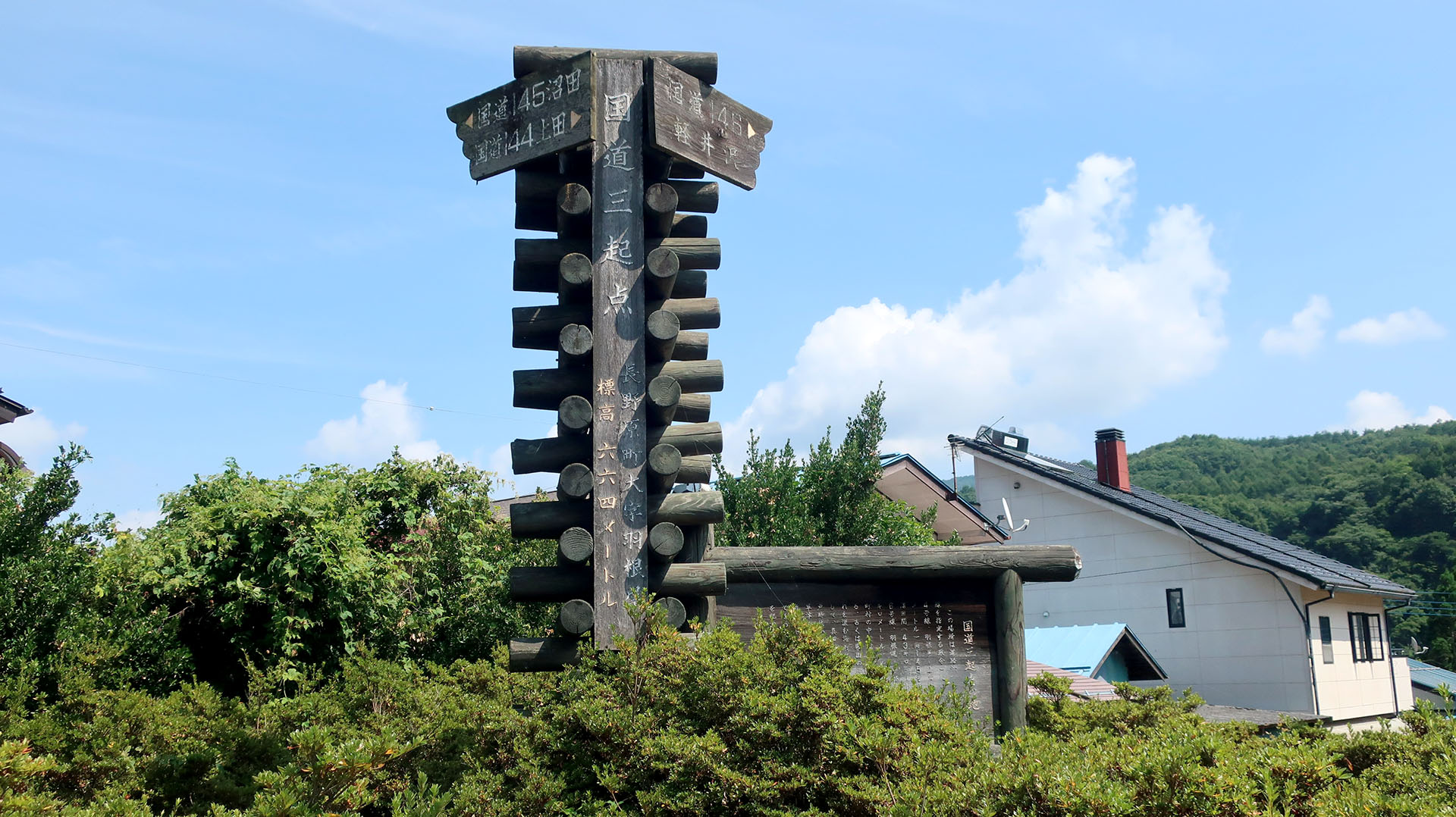
起点の国道三起点の案内塔
吾妻郡長野原町 羽根尾交差点

国道145号終点
群馬県沼田市 下川田町交差点

国道145号（こくどう145ごう）は、群馬県吾妻郡長野原町から沼田市に至る一般国道である。

## 概要

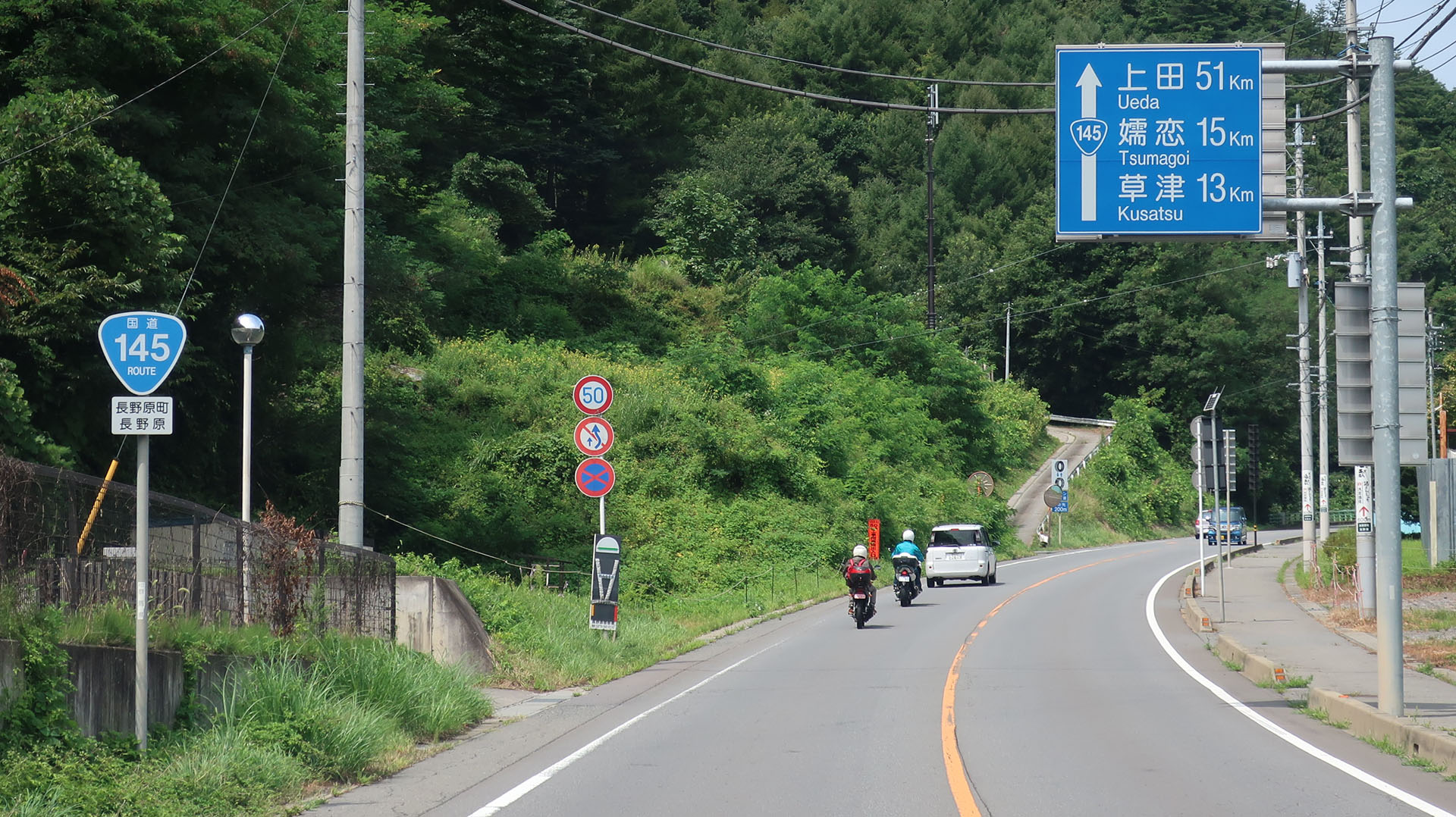
吾妻郡長野原町大字長野原
（2020年8月撮影）

起点の群馬県吾妻郡長野原町羽根尾から中之条町を経由しながら東進し、吾妻郡中之条町伊勢町までは、吾妻川やJR東日本吾妻線とほぼ並行しながら道路は走る。
吾妻郡中之条町伊勢町からは両者から離れ、吾妻郡高山村や権現峠を経由したのち、終点である、沼田市下川田町の国道17号交点に至る路線であり、全線群馬県内のみを走る。
なお本国道は、吾妻郡長野原町・大津交差点で現道（バイパス）と旧道の2ルートに分岐する。吾妻郡長野原町・大津交差点から吾妻郡東吾妻町松谷までを結ぶ旧道は、八ッ場ダムの完成により一部区間がダム湖（八ッ場あがつま湖）に水没し分断されることになるため、付替道路としてバイパスが建設され、2011年（平成23年）12月にバイパスが全線開通した。これにより2014年（平成26年）11月からは、吾妻郡長野原町を通過する旧道の一部区間が供用廃止・通行止めとなり、以降ダム完成までの間は工事車両用の道路として使用された。

### 路線データ
一般国道の路線を指定する政令に基づく起終点および重要な経過地は次のとおり。
- 起点：群馬県吾妻郡長野原町（羽根尾交差点 = 国道144号・国道146号起点、国道406号上）
- 終点：沼田市（下川田町交差点 = 国道17号・国道291号交点、国道120号・国道401号終点）
- 重要な経過地：群馬県吾妻郡中之条町
- 総延長 : 51.4 km[7][注釈 2]
- 重用延長 : なし[7][注釈 2]
- 未供用延長 : なし[7][注釈 2]
- 実延長 : 51.4 km[7][注釈 2]
  - 現道 : 37.7 km[7][注釈 2]
  - 旧道 : 0.4 km[7][注釈 2]
  - 新道 : 13.4 km[7][注釈 2]
- 指定区間：なし[8]
- 旧道区間：群馬県吾妻郡長野原町大津・大津交差点 - 東吾妻町松谷・吾妻渓谷入口交差点
  - 供用廃止・通行止め区間[3][4][5]：群馬県吾妻郡長野原町林・（旧）第一小学校入口交差点[注釈 3] - 長野原町川原畑/東吾妻町松谷との町境付近
  - 歩行者（歩道部）のみが通行可能な区間[4][5]：群馬県吾妻郡長野原町川原畑/東吾妻町松谷との町境付近 - 東吾妻町松谷・吾妻峡橋分岐地点

## 歴史
- 1953年（昭和28年）5月18日 - 二級国道145号長野原沼田線（群馬県吾妻郡長野原町 - 群馬県利根郡川田村[注釈 4]）として指定施行[9]。
- 1965年（昭和40年）4月1日 - 道路法改正により一級・二級区分が廃止されて一般国道145号として指定施行[6][10]。
- 2011年（平成23年）12月20日 - 国道145号八ッ場バイパスが全線開通する（吾妻郡東吾妻町松谷地内〈雁ヶ沢ランプ以東1.4 km〉が暫定2車線で開通する）[1][2]。
- 2014年（平成26年）11月18日 - 吾妻郡長野原町を通過する旧道の一部区間（吾妻郡長野原町林 - 吾妻郡長野原町/吾妻郡東吾妻町松谷との町境付近）が供用廃止・通行止めとなる[3][4][5]。
- 2014年（平成26年）11月18日（ - 11月末日、2015年（平成27年）4月3日 - 現在） - 吾妻郡東吾妻町を通過する旧道の一部区間（吾妻郡長野原町/吾妻郡東吾妻町松谷との町境付近 - 吾妻郡東吾妻町松谷）が歩行者のみの通行に規制される[4][5][注釈 5]。
- 2019年（令和元年）10月1日 - 吾妻郡長野原町を通過する旧道の一部区間（吾妻郡長野原町長野原 - 吾妻郡長野原町林）が国道指定を解除[11]。
- 2020年（令和2年）7月31日 - 吾妻郡長野原町を通過する旧道の一部区間（吾妻郡長野原町大津 - 吾妻郡長野原町長野原）が国道指定を解除[12]。

## 路線状況

### 通称

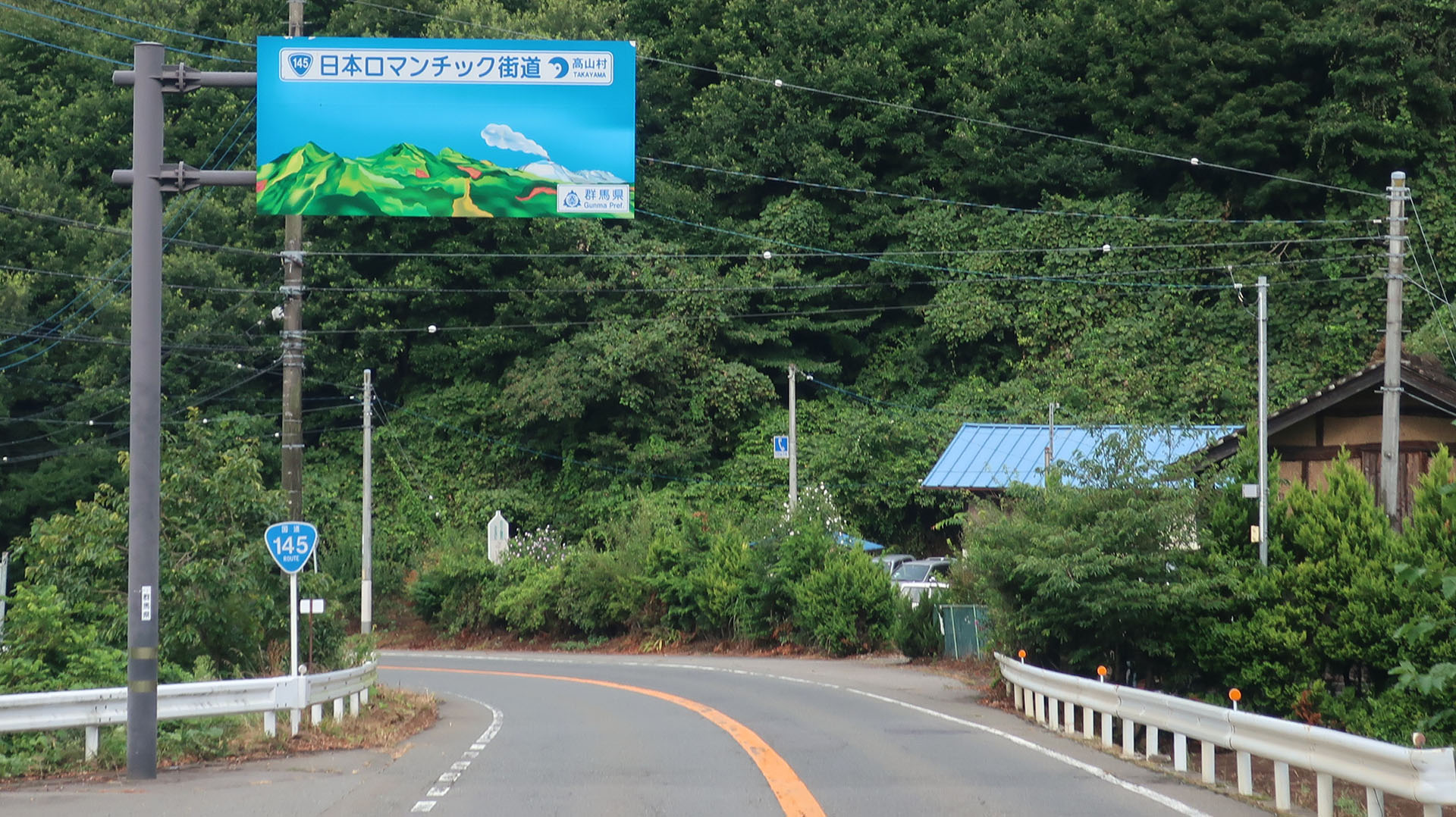
日本ロマンチック街道の標識
吾妻郡高山村大字中山

- 日本ロマンチック街道（全区間）※旧道区間を含む
- 長野街道（起点 - 中之条町伊勢町・伊勢町下交差点）※旧道区間を含む

### バイパス
- 地域高規格道路上信自動車道

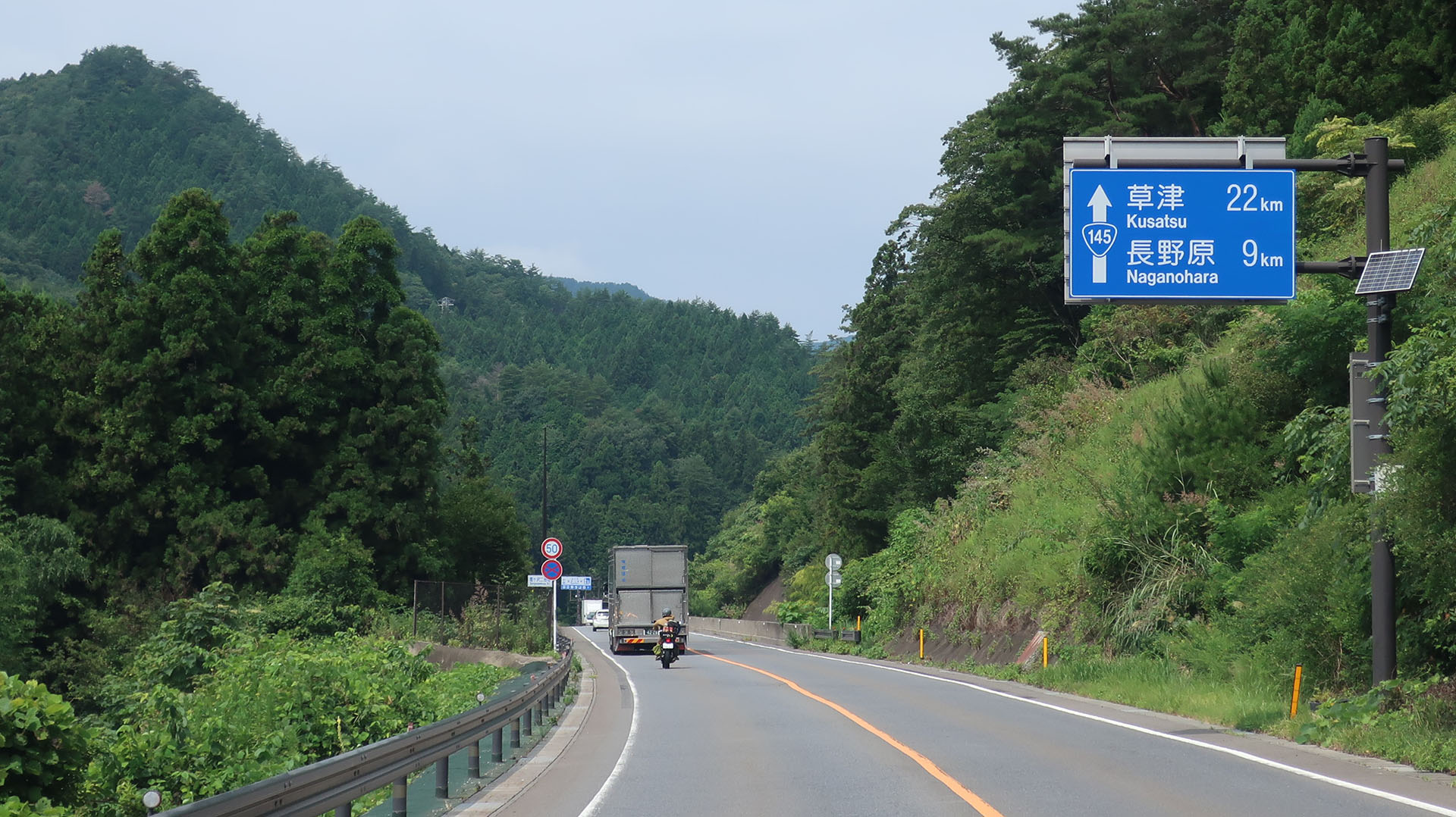
八ッ場バイパス
吾妻郡東吾妻町大字松谷

  - 長野原バイパス（長野原町大津・大津交差点 - 長野原・久々戸交差点）[2]1987年 (昭和62年) 12月に着工し、1998年 (平成10年) 3月に開通した。後に上信自動車道の一区間に追加指定された（現道活用区間）。
  - 八ッ場バイパス（長野原町長野原・久々戸交差点 - 東吾妻町松谷・吾妻渓谷入口交差点）[2]
  - 吾妻西バイパス(東吾妻町松谷・松谷東交差点 - 東吾妻町厚田・厚田IC)
  - 吾妻東バイパス（事業中）

### 重複区間
- 国道406号（起点 - 長野原町大津・大津交差点）
- 国道353号（中之条町伊勢町・伊勢町上交差点 - 伊勢町下交差点）

### 道路施設

#### トンネル
- 久森トンネル（長野原町林）
- 茂四郎トンネル（長野原町川原畑 - 東吾妻町松谷）
- 雁ヶ沢トンネル（東吾妻町松谷）

#### 道の駅
- 八ッ場ふるさと館（吾妻郡長野原町林）
- あがつま峡
- 中山盆地

## 地理

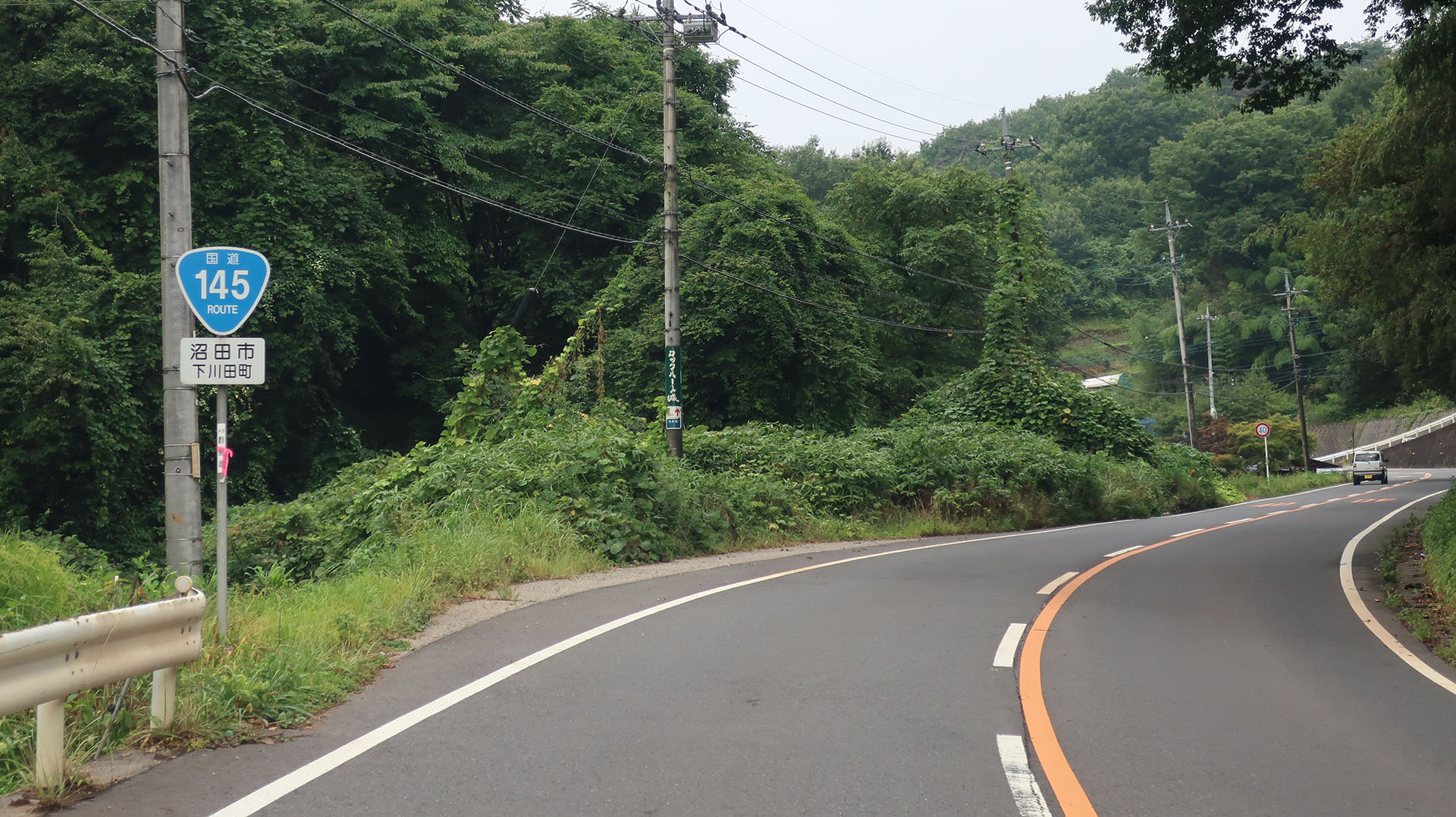
群馬県沼田市下川田町
（2020年8月撮影）

### 通過する自治体
- 群馬県
  - 吾妻郡長野原町 - 吾妻郡東吾妻町 - 吾妻郡中之条町 - 吾妻郡高山村 - 沼田市

### 交差する道路

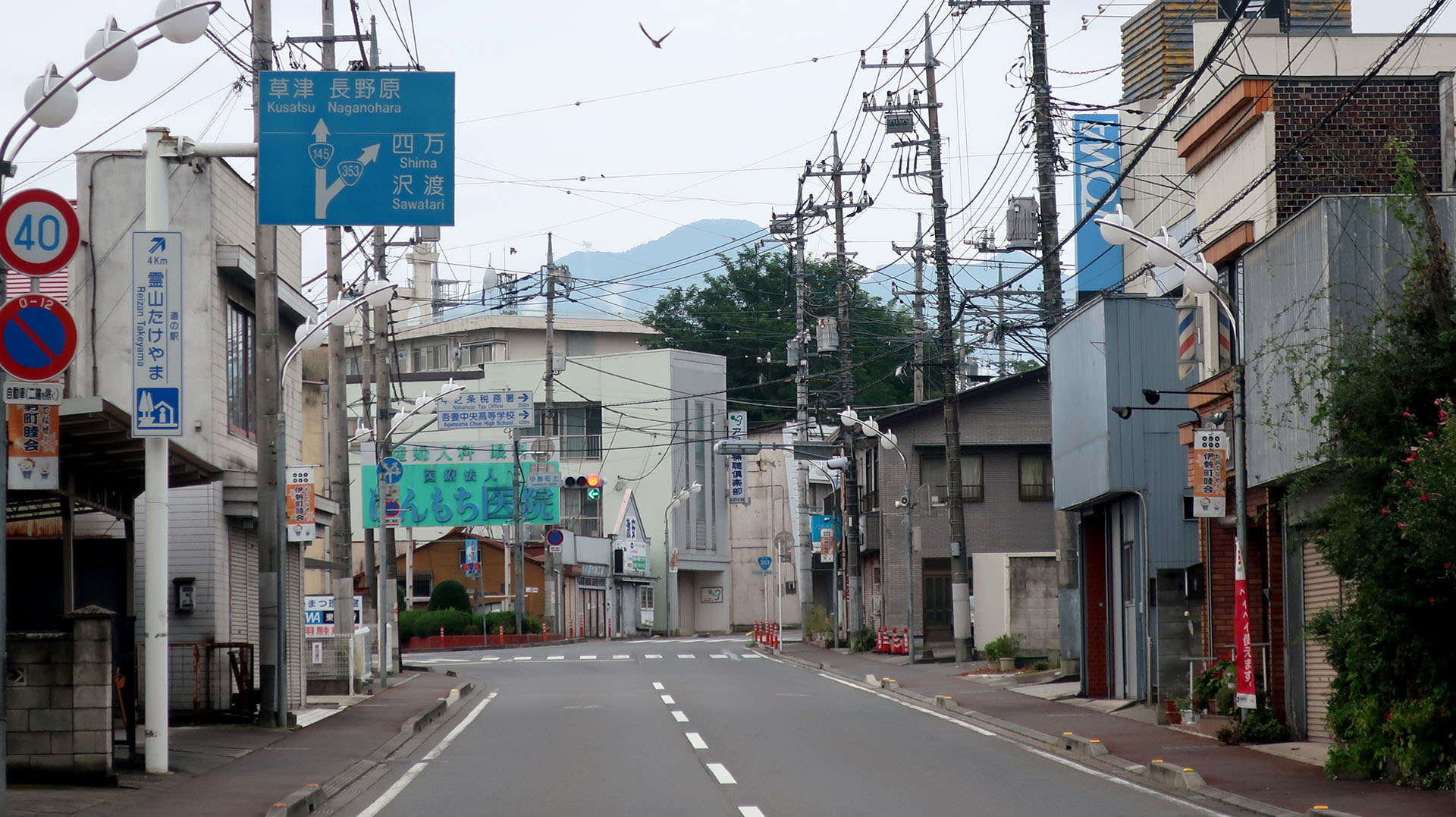
国道353号との分岐
吾妻郡中之条町大字伊勢町

- 国道144号・国道146号・国道406号（長野原町羽根尾・羽根尾交差点）
- 国道292号（草津道路）・国道406号（長野原町大津・大津交差点）
- 国道406号・群馬県道378号長野原草津口停車場線（長野原町長野原・久々戸交差点）
- 国道406号（長野原町横壁）
- 群馬県道375号林岩下線・群馬県道376号林長野原線（長野原町林・林交差点）
- 群馬県道377号川原畑大戸線（長野原町川原畑）
- 群馬県道375号林岩下線（東吾妻町岩下・岩島駅前交差点）
- 群馬県道237号郷原停車場線（東吾妻町郷原・郷原交差点）※ここから東へ170 mほど重複[10]
- 群馬県道28号高崎東吾妻線（東吾妻町原町・御殿交差点）
- 群馬県道234号下沢渡原町線（東吾妻町原町）
- 群馬県道58号中之条東吾妻線（東吾妻町原町・山田川交差点）
- 群馬県道58号中之条東吾妻線（中之条町大字中之条町・中之条町小川交差点）
- 国道353号（中之条バイパス）（中之条町大字中之条町・長岡交差点）
- 国道353号（中之条町伊勢町・伊勢町上交差点）※ここから重複
- 群馬県道236号中之条停車場線（中之条町伊勢町・中之条駅前交差点）
- 国道353号、群馬県道232号植栗伊勢線（中之条町伊勢町・伊勢町下交差点）
- 群馬県道231号大道横尾線（中之条町横尾・横尾交差点）
- 群馬県道36号渋川下新田線（高山村中山・中山交差点）
- 群馬県道253号小日向沼田線（沼田市下川田町・下川田町(上)交差点）

### 沿線
- JR東日本吾妻線 羽根尾駅（長野原町羽根尾）
- やんば天明泥流ミュージアム（長野原町林）
- JR東日本吾妻線 岩島駅（東吾妻町岩下）
- 東吾妻町立岩島小学校（東吾妻町岩島）
- JR東日本吾妻線 矢倉駅（東吾妻町矢倉）
- JR東日本吾妻線 郷原駅（東吾妻町郷原）
- JR東日本吾妻線 群馬原町駅（東吾妻町原町）
- 群馬県立吾妻特別支援学校高等部（東吾妻町原町）
- 東吾妻町立原町小学校（東吾妻町原町）
- 東吾妻町立東吾妻中学校（東吾妻町原町）
- 中之条町立中之条小学校、群馬県立吾妻特別支援学校小中学部（中之条町伊勢町）
- JR東日本吾妻線 中之条駅（中之条町伊勢町）
- 高山村役場（高山村中山）
- 高山村立高山小学校（高山村中山）
- 大理石村ロックハート城（高山村中山）
- 沼田市立川田小学校（沼田市下川田町）

### 峠
- 権現峠（吾妻郡高山村中山 - 沼田市今井町）